# Четыре чуда Рима
Четыре чуда Рима (итал. Le quattro meraviglie di Roma) — определение, широко известное и популярное у жителей Рима в XVIII и XIX веках. Оно подразумевает четыре римских дворца, получивших особое внимание не по причине исторического значения или особенной художественной ценности, а на основании слухов и пересудов. Не случайно в народе для именования причисленных к «чудесам» объектов использовались странные прозвания: «вот почему простые люди говорят, что четыре чудa Рима — это игральные кости Фарнезе (il dado di Farnese), чембало Боргезе (il cembalo di Borghese), лестница Каэтани (la scala di Caetani, ныне Палаццо Русполи) и дверь Карбоньяни (il portone di Carbognani, т. е. портал Палаццо Шьярра Колонна ди Карбоньяно)» .
Определению «Игральные кости» послужила кубическая форма массивного Палаццо Фарнезе. «Чембало» относится к необычному в плане Палаццо Боргезе. «Лестница Каэтани» относится к лестнице Палаццо Русполи, сделанной из 120 отдельных блоков мрамора, а «дверь Карбоньяни», принадлежит Палаццо Шьярра Колонна ди Карбоньяно, согласно странному поверью, что портал дворца вырублен из одного куска мрамора.

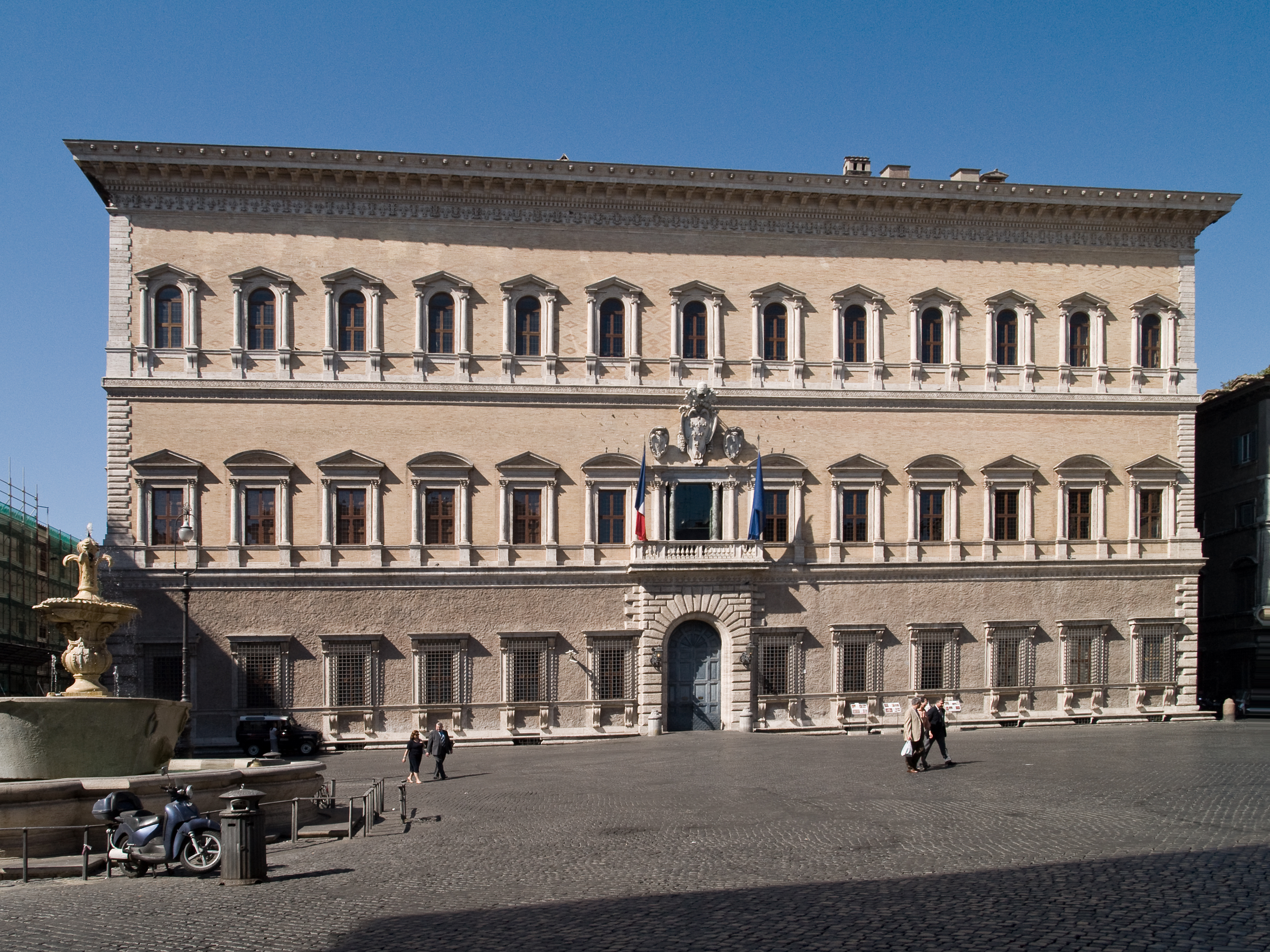
Палаццо Фарнезе
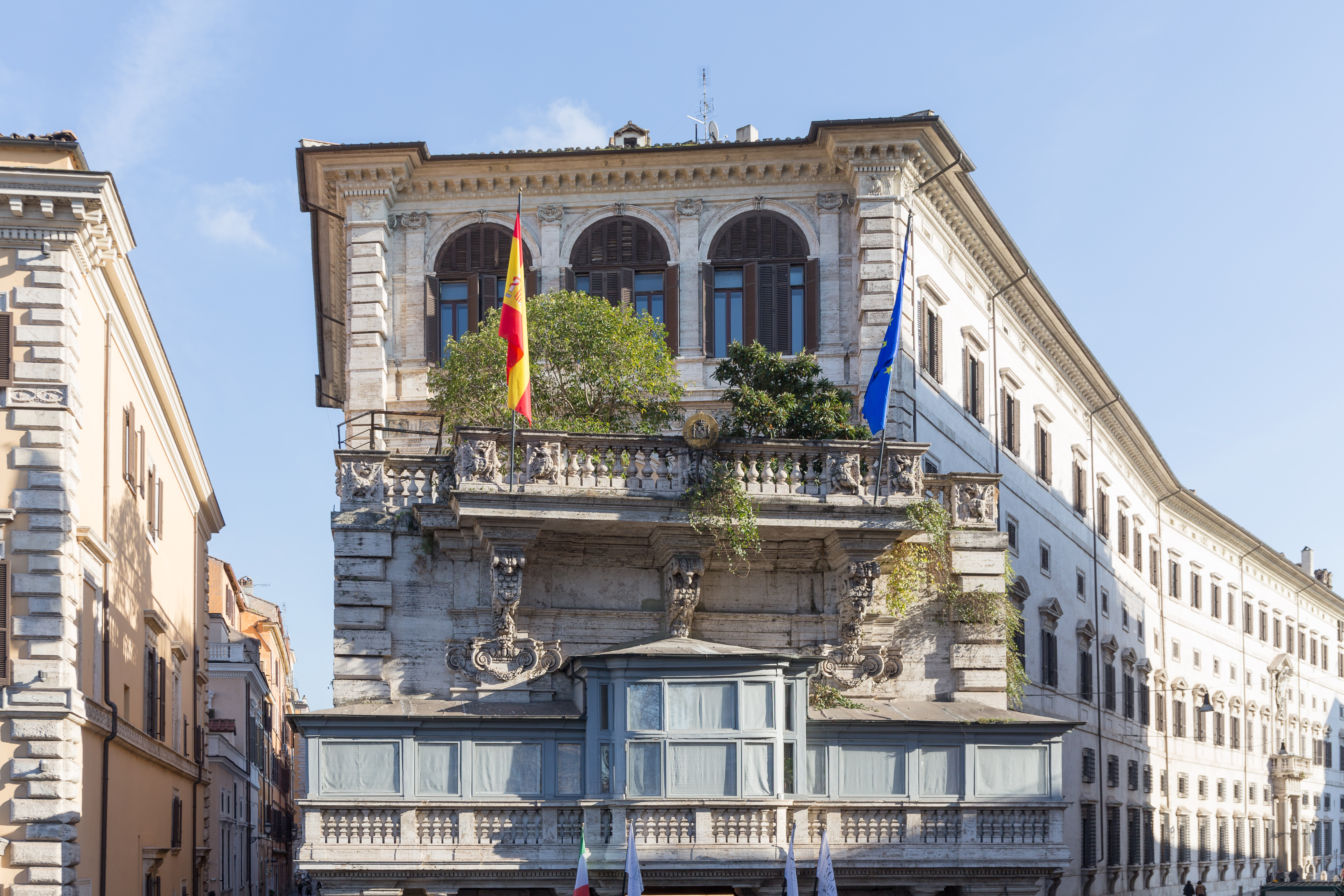
Палаццо Боргезе
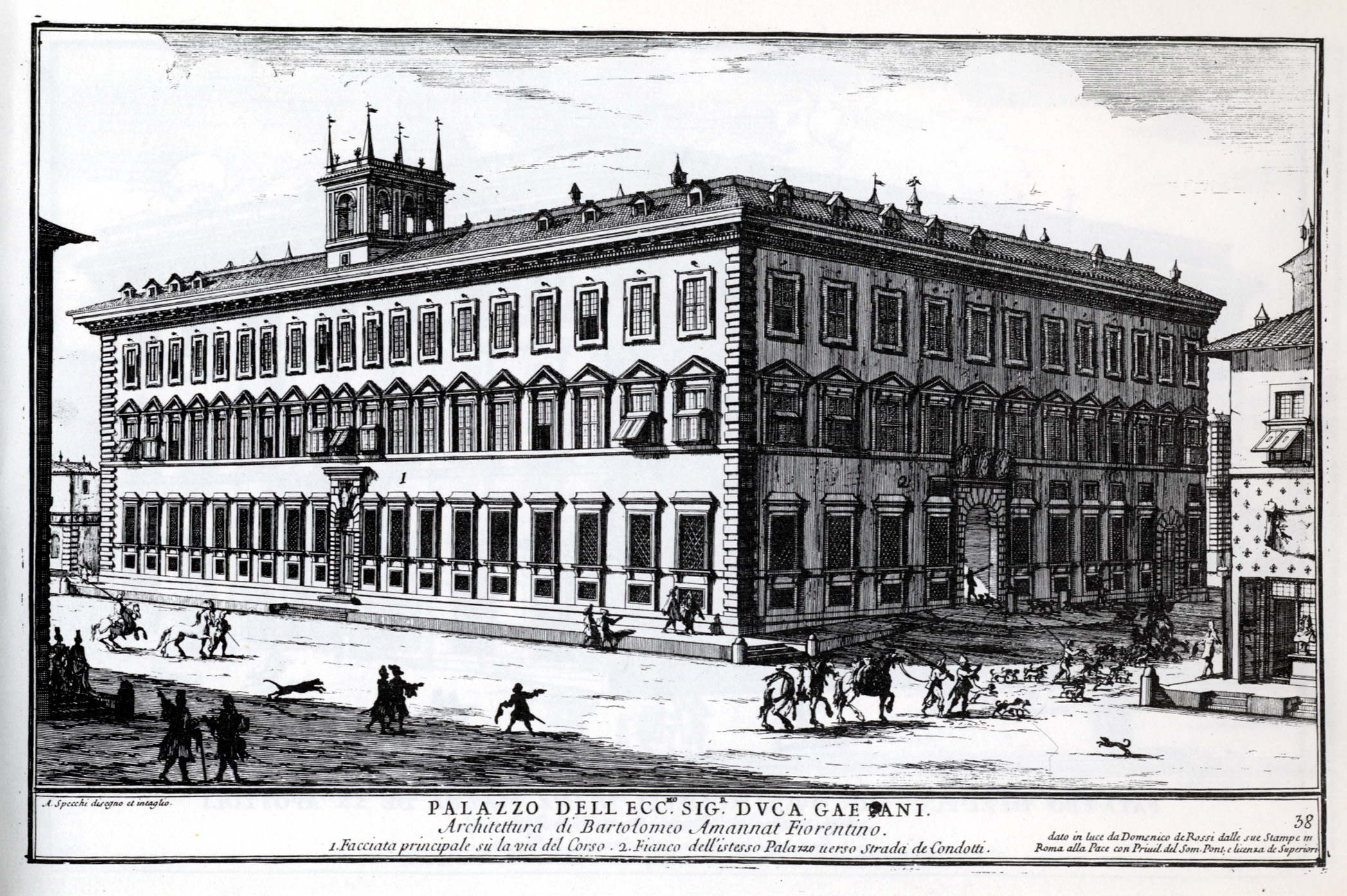
Палаццо Русполи. Офорт 1699 г.
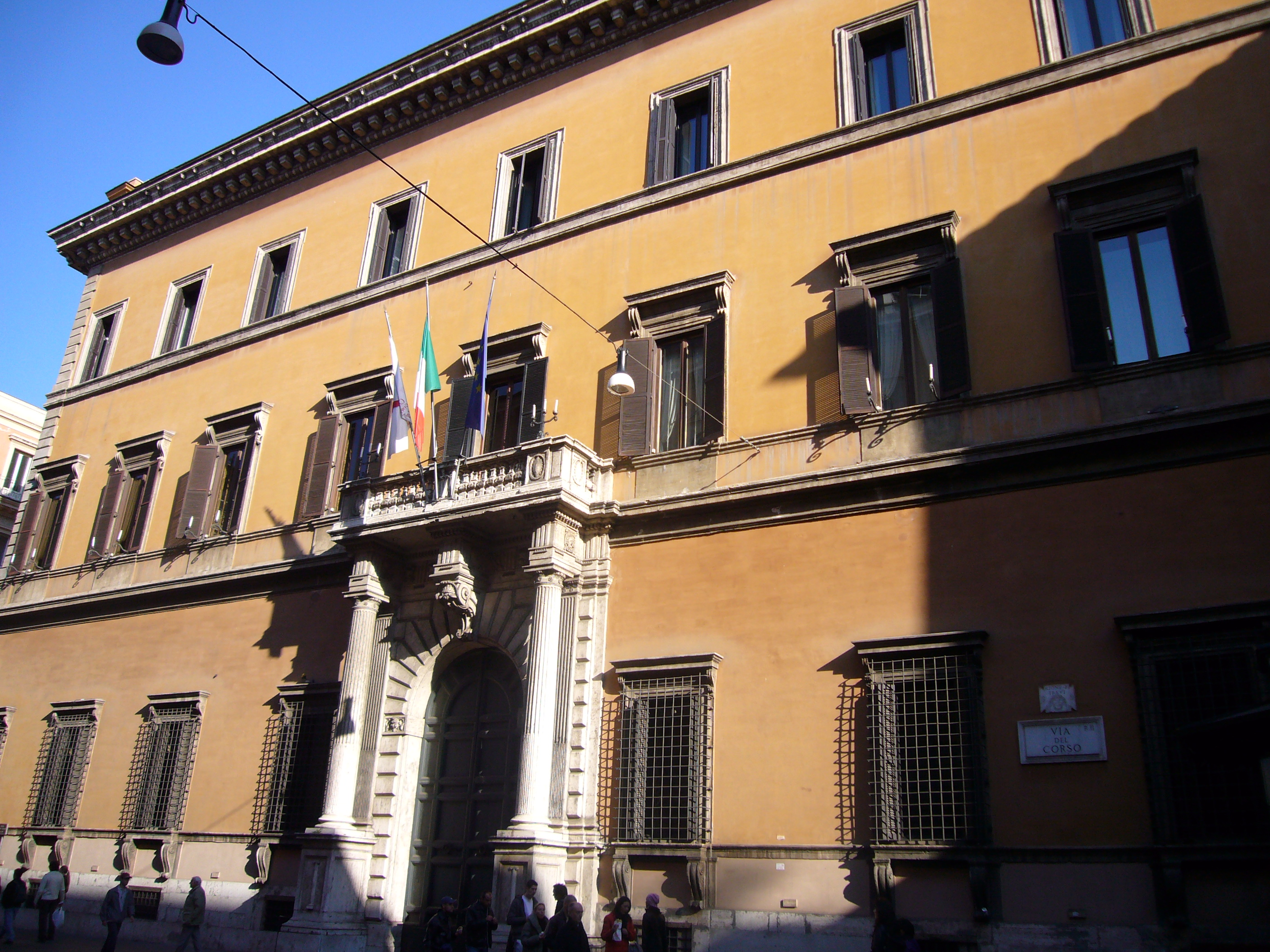
Портал Паллаццо Шьярра Колонна ди Карбоньяно